# 葛西幸菜
葛西 幸菜（かさい ゆきな 1987年3月8日 -  ）は、日本のファッションモデル。東京都出身。エイベックス・マネジメント所属。以前はピアラに所属していた。

## 来歴・人物
ファッション雑誌『Fine』の専属モデル、楽天ガールズレギュラーモデル、DVD、アパレル広告など幅広く活動している。2006年から2007年まで鈴木あきえとともにエースコンタクトのイメージキャラクターを務めた。

## 活動実績

### テレビ番組

#### ドラマ
- 華麗なるスパイ（2009年7月18日 - 9月26日、日本テレビ） - 秘密諜報部の女性（受付嬢） 役
- FACE MAKER 第6話（2010年11月11日、読売テレビ） - 美咲 役
- 絶対零度〜特殊犯罪潜入捜査〜 第3話（2011年7月26日、フジテレビ） - 看護師 役
- 大河ドラマ 江〜姫たちの戦国〜（2011年、NHK） - 初の侍女 役・孝子 役（二役）
- 土曜ドラマスペシャル 神様の女房 第3話（2011年10月15日、NHK） - 中尾やすえ 役
- 孤独のグルメ 第4話（2012年、テレビ東京）- 篠原 役
- カンブリアン ウォーズ（2012年、NHK）

#### バラエティー
- 戦国鍋TV 〜なんとなく歴史が学べる映像〜　- 婦警 役（「戦国にほえろ！」コーナー）

### 映画
- あんてるさんの花（2012年）

### CM
- コーセー『VISEE』

### 雑誌
- Ray（2006年11・12月号)
- Fine（レギュラー）
- Cawaii!
- Lifeup!
- ビューティークラブ（表紙）

### 広告
- ヴァーナル『アイズ』
- NAIL VENUS Autumn
- サッポロ飲料（現・ポッカサッポロフード&ビバレッジ）『緑茶ウォーター』『美人飲料』
- 丸井
- H40『美人飲料』

### イベント
- Fineイベント
- VANNILADショー

### ウェブ
- ファッションウォーカー
- 奥舜写真館『SHIBUYA109』
- サッポロ飲料『緑茶ウォーター』
- ゼイヴェル『CECIL McBEE・snatch・ソードフィッシュ』
- Yahoo!ビューティー
- @HomeTV
- 美人飲料
- U-side

### イメージガール
- ピュセラキャンペーンガール
- 2006年度エースコンタクトイメージキャラクター

### ショー
- VANNILAD
- 三愛水着ショー
- NATURAヘアショー
- Life upショー
- 山野愛子デモンストレーションメイクモデル